# Manyoshu
Manyoshu (japanska: 万葉集,?, man'yōshū) är en stort upplagd japansk diktantologi av waka färdigställd år 760. Den är den tidiga japanska litteraturens förnämsta antologi och det första verk som är skrivet på japanska med de kinesiska skrivtecknen, kanji, enbart använda fonetiskt, så kallad manyogana.
Ōtomo no Yakamochi och Kakinomoto no Hitomaro som året innan bidragit med dess sista waka-poem, anses även vara den som redigerat och sammanställt huvuddelen av verket. Detta omfattar 20 band med trehundra års dikter från 561 poeter, varav 70 är kvinnliga.